# Come uccidono le brave ragazze (serie televisiva)
Come uccidono le brave ragazze (A Good Girl's Guide to Murder) è una serie televisiva britannica, basata sull'omonimo romanzo di Holly Jackson, adattato da Poppy Cogan, diretto da Dolly Wells e sviluppato da Moonage Pictures per BBC Three.

## Trama
Pippa "Pip" Fitz-Amobi ritiene che l'omicidio di una giovane studentessa non sia stato sufficientemente indagato e decide di investigarvi, producendo il suo Extended Project Qualification sull'argomento.

## Episodi
| Stagione       | Episodi | Prima TV originale | Prima TV Italia |
| -------------- | ------- | ------------------ | --------------- |
| Prima stagione | 6       | 2024               | 2024            |

## Personaggi e interpreti

### Personaggi principali
- Pippa "Pip" Fitz-Amobi, interpretata da Emma Myers e da Kitty Anderson (da giovane), doppiata in italiano da Margherita Rebeggiani.[3]
- Ravi Singh, interpretato da Zain Iqbal, doppiato in italiano da Alex Polidori.[3]
- Cara Ward, interpretata da Asha Banks, doppiata in italiano da Vittoria Bartolomei.[3]
- Elliot Ward, interpretato da Mathew Baynton, doppiato in italiano da Riccardo Scarafoni.[3]
- Naomi Ward, interpretata da Yasmin Al-Khudhairi, doppiata in italiano da Uma Salusti.[3]
- Becca Bell, interpretata da Carla Woodcock, doppiata in italiano da Francesca Rovaris.[3]
- Max Hastings, interpretato da Henry Ashton, doppiato in italiano da Manuel Meli.[3]
- Zach Chen, interpretato da Raiko Gohara.[3]
- Connor Reynolds, interpretato da Jude Morgan-Collie.[3]
- Lauren Gibson, interpretata da Yali Topol Margalith.[3]
- Victor Amobi, interpretato da Gary Beadle, doppiato in italiano da Alessandro Ballico.[3]
- Leanne Amobi, interpretata da Anna Maxwell Martin, doppiata in italiano da Barbara De Bortoli.[3]

### Personaggi ricorrenti
- Andie Bell, interpretata da India Lillie Davies, doppiata in italiano da Michela Filippi.[3]
- Jason Bell, interpretato da Matt Chambers.[3]
- Sal Singh, interpretato da Rahul Pattni.[3]
- Daniel da Silva, interpretato da Jackson Bews.[3]
- Josh Amobi, interpretato da Kamari Loyd.[3]
- Rosie Hastings, interpretata da Annabel Mullion.[3]
- Toby Hastings, interpretato da Adam Astill.[3]
- Ruby Foxcroft, interpretata da Orla Hill.[3]

### Altri personaggi
- Reporter, interpretato da Ryan Davies, doppiato in italiano da Emilio Mauro Barchiesi.[3]
- Dylan, interpretato da Matthew Khan, doppiato in italiano da Tito Marteddu.[3]
- Henry Hill, interpretato da James Meunier, doppiato in italiano da Emilio Mauro Barchiesi.[3]
- Emma Hutton, interpretata da Georgia Arron
- Stella Chapman, interpretata da Mitu Panicucci
- Nat Da Silva, interpretata da Jessica Webber, doppiata in italiano da Jennifer Armani.
- Jake Lawrence, interpretato da Ephraim OP Sampson

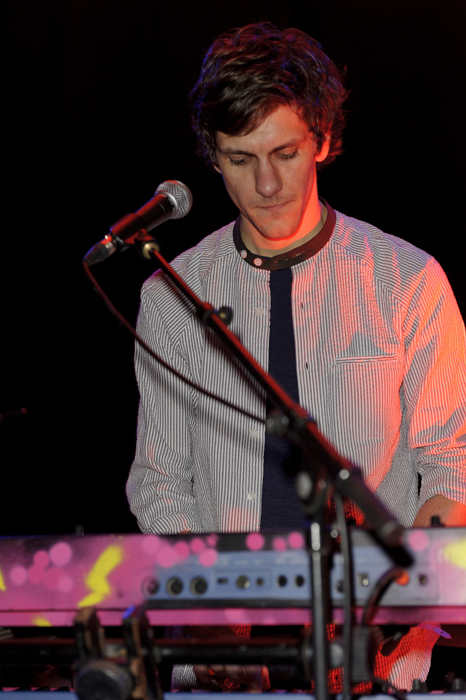
Mathew Baynton, interprete di Elliot Ward
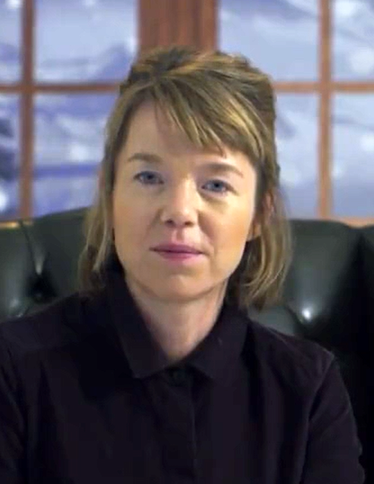
Anna Maxwell Martin, interprete di Leanne Amobi

## Produzione
Nel settembre 2022, il progetto è stato annunciato come adattamento televisivo della BBC Three del romanzo di Holly Jackson Come uccidono le brave ragazze, prodotto da Moonage Pictures. Dolly Wells ha diretto il progetto da una sceneggiatura di Poppy Cogan, insieme a Zia Ahmed, Ajoke Ibironke e Ruby Thomas. La serie è stata prodotta da Florence Walker, e tra i produttori esecutivi figurano Matthew Read, Matthew Bouch e Frith Tiplady per Moonage Pictures, e Lucy Richer e Danielle Scott-Haughton per la BBC, insieme a Dolly Wells, Holly Jackson e Poppy Cogan.
Nel giugno 2023, la produzione è iniziata con Emma Myers e Zain Iqbal scelti per i ruoli principali di Pip e Ravi.
Le riprese hanno avuto luogo tra Bristol e Somerset in un periodo di tempo compreso tra luglio e settembre 2023. Tra le location si annoverano le Redcliffe Caves, il parcheggio della Avon Valley Railway, Redland, la Redmaids' High School, Westbury on Trym e Axbridge.
La prima stagione è composta da sei episodi da 45 minuti circa che ripercorrono gli eventi del primo libro della trilogia. In caso di rinnovamento della serie, si prevede che verranno trattati anche gli eventi dei libri successivi, nonostante il produttore esecutivo, Frith Tiplady, abbia sottolineato che la prima stagione possiede un finale soddisfacente.. 
Il 20 novembre 2024 è stata rinnovata per una seconda stagione che si baserà sul secondo libro della trilogia, "Brave ragazze, cattivo sangue".

## Distribuzione
Il 23 marzo 2024, Holly Jackson ha condiviso una piccola clip della serie, prefissando il mese di luglio 2024 come data di uscita nel Regno Unito. A livello internazionale, la distribuzione è avvenuta sulla piattaforma di streaming online Netflix in data 1 agosto 2024.
La serie televisiva è stata distribuita il 1º luglio 2024 su BBC iPlayer nel Regno Unito e in Irlanda, Stan in Australia e ThreeNow in Nuova Zelanda. Una trasmissione terrestre su BBC Three è iniziata il 10 luglio 2024, con due episodi trasmessi a settimana. Lo spettacolo uscirà in Germania il 30 agosto 2024 sul servizio ZDFmediathek, mentre ZDFneo trasmetterà due episodi a settimana a partire dall'8 settembre 2024. Il 22 aprile 2024, Netflix ha annunciato che lo spettacolo sarebbe uscito sulla sua piattaforma il 1° agosto 2024.

## Accoglienza
Secondo il sevizio web di recensioni Rotten Tomatoes, la serie ha un indice di gradimento del 91% sulla base di 11 recensioni, con una valutazione media di 5,6 su 10. Metacritic calcola una media ponderata di 66 su 100 sulla base di 15 critiche, indicando recensioni "generalmente favorevoli".